# Сент Џејмс Сити (Флорида)
Сент Џејмс Сити (енгл. St. James City) насељено је место без административног статуса у америчкој савезној држави Флорида.

## Демографија
По попису из 2010. године број становника је 3.784, што је 321 (-7,8%) становника мање него 2000. године.
| Група             | 2000.         | 2010.         |
| Белци             | 4.037 (98,3%) | 3.657 (96,6%) |
| Афроамериканци    | 4 (0,1%)      | 10 (0,3%)     |
| Азијати           | 11 (0,3%)     | 10 (0,3%)     |
| Хиспаноамериканци | 31 (0,8%)     | 80 (2,1%)     |
| Укупно            | 4.105         | 3.784         |